# 독도 대첩
독도 대첩 (獨島大捷) 또는 독섬 대첩은 1954년 11월 21일, 대한민국 경상북도 울릉군 독도에서 발생한 무력 충돌로, 민간 의용부대인 독도의용수비대가 일본 해상보안청의 무장 순시선 3척 및 항공기의 침입을 격퇴하며 승리한 전투이다. 전투에서 독도의용수비대는 박격포 9발, 중기관총 및 경기관총 수백 발을 사용하여 일본 순시선 ‘헤쿠라호’ 등에 격렬한 반격을 가했고, 일본측에서는 순시선 1척이 손상되고 최소 16명의 사상자가 발생했다. 이 사건 이후, 1954년 울릉경찰서는 독도의용수비대 출신 9명을 경찰로 특채함으로써 한국 정부의 독도 수비 체계에 공식 편입했다.

## 배경
1948년부터 독도 일대는 미공군 폭격 훈련 구역으로 지정되어 어민 피해가 발생했고, 1952년 1월 이승만 정부의 '평화선' 선포 이후에도 일본 해상보안청 소속 순시선이 독도 인근에 자주 출현하며 경고판 설치, 팻말 설치 등의 영유권 시위를 지속했다.

## 원인
1953년부터 독도에 상주한 독도의용수비대는 일본 해상보안청 소속 순시선들이 정기적으로 독도 인근 해역에 출몰하며 팻말 설치, 상륙 시도, 위협 항행을 반복하자 이를 무력 침범 시도로 간주하고 감시를 강화하였다.
1954년 들어 일본 순시선의 활동은 더욱 노골화되었으며, 같은 해 9월에는 일본 외무성이 독도에 대한 영유권을 공식 재차 주장하면서 긴장이 고조되었다. 당시 일본 해상보안청은 무장 순시선(‘PS-16’, ‘헤쿠라호’, ‘오키호’ 등)을 동원해 독도 인근에서 경고 방송, 무장 전시, 상륙 시도 등을 전개했다.
독도의용수비대는 이 같은 일련의 행동이 단순한 순시 수준을 넘어 실질적인 상륙·점거 시도로 판단하고, 경고 사격과 포진 배치 등의 준비를 마쳤다. 이러한 상황에서 1954년 11월 21일, 일본 순시선 3척이 독도 근해에 접근해 상륙을 시도하자, 의용수비대는 중기관총, 82-PM-41 박격포, M1개런드 소총, M1카빈 소총등을 사용해 실제 교전을 벌이면서 전투가 시작되었다.

## 결과
1954년 11월 21일, 일본 해상보안청 소속 무장 순시선 3척(‘헤쿠라호’, ‘오키호’, ‘PS‑16’)이 독도를 포위하며 상륙을 시도했으나, 독도의용수비대는 박격포 9발·중·경기관총 등으로 대응하여 일본 함정 1척을 중파시키고 최소 16명의 사상자를 내며 퇴각시켰다. 이 전투는 '독도대첩'으로 불리며 일본의 추가 침범을 사실상 차단했다.

## 이후 인계 및 영향
이 사건 이후 정부는 독도 경비 체계를 강화했으며, 1956년 12월 30일 독도의용수비대는 울릉경찰서에 임무와 장비를 공식 이관하며 해산했다. 이 중 9명은 경찰로 특채되어 독도 경비를 계속 수행하였다.
이 전투는 대한민국 민간 조직이 자발적으로 국가 영토를 방어한 사례로 기록되며, 이후 일본의 직접적인 무력 접근이 급격히 감소하는 계기가 되었다.

## 같이 보기
- 독도의용수비대
- 독도 폭격 사건